# آخواخ
آخواخ (به روسی: Ахвахский район) شهرستانی است در داغستان روسیه. مرکز اداری آن دهکدهٔ کاراتا است. این شهرستان در سال ۱۹۳۳ تأسیس شد و شامل ۱۳ بخش است. فرماندار آن اسماعیل دالگاتوویچ ماگمدشاریپف است.